# LEO (리오)
Este é um nome coreano; o nome de família é Lee.
Lee Jong-yoon (hangul: 이종윤; nascido em 22 de agosto de 2002 em Sydney, na Australia), mais conhecido por sua carreira musical sob o nome artístico LEO (hangul: 리오), é um cantor, compositor e produtor musical coreano-australiano. Ele é um ex-membro do grupo masculino pré-debut Trainee A, da Big Hit Music.
Ele fez sua estreia solo com o single digital "One Look" em 17 de agosto de 2023, pela gravadora 131 Label. 

## Carreira

### 2021-2022: Pré-debut no Trainee A
Em 19 de março de 2021, um canal de YouTube foi criado para a Trainee A, sendo LEO o primeiro trainee a se apresentar por meio de um vlog. Desde então, ele tem sido bastante consistente no envio de vídeos para seu canal no YouTube, bem como em outras plataformas sociais, como Instagram e TikTok.
Em 7 de maio de 2021, LEO lançou um single em que trabalhou chamado “Move On”. Ele compôs e escreveu tudo sozinho em apenas 4 dias antes de sua avaliação mensal. Sua inspiração para escrever essa música veio de um amigo trainee que foi embora. O vazio da partida de seu amigo foi o significado por trás dessa música. Em 4 de julho, LEO lançou oficialmente “Move On” no SoundCloud do grupo.
Em 9 de julho de 2021, LEO fez uma participação especial no videoclipe de “Permission to Dance”, do grupo sul-coreano, também parte da BigHit Music, BTS.
Em 25 de agosto de 2022, foi publicado um comunicado em vídeo revelando a decisão de LEO de deixar o Trainee A.

### 2023: Nova agência e debut solo com “One Look”
Em 25 de julho de 2023, a gravadora 131 Label anunciou LEO como seu mais novo artista. Foi revelado que ele faria sua estreia solo ainda no segundo semestre do mesmo ano.
Mais tarde, em 2 de agosto de 2023, a 131 Label anunciou o primeiro single digital de LEO, “One Look”, lançado posteriormente em 17 de agosto do mesmo ano.

### 2024: COME CLOSER e saída da 131 Label
No dia 19 de abril de 2024, LEO divulgou um teaser de seu próximo lançamento, programado para acontecer em 9 de maio de 2024. Em 23 de abril, ele anunciou que realizaria um pré-lançamento no dia seguinte, com a participação de seu colega de gravadora, o rapper B.I. O videoclipe de “Pretty Plzzz”, parceria com B.I, foi lançado em 24 de abril de 2024.
Na mesma semana, foram abertas as pré-encomendas de seu primeiro EP entitulado "COME CLOSER".
Mais tarde no mesmo ano, em 28 de dezembro, a gravadora 131 Label anunciou que seu contrato com LEO havia chegado ao fim. Além disso, sua comunidade de fãs na plataforma b.stage seria encerrada em 2 de janeiro de 2025, conforme anunciado em suas redes sociais oficiais.

### 2025: Tenderly
Em 26 de fevereiro de 2025, LEO anunciou o single digital “Tenderly”, com data oficial de lançamento para 28 de fevereiro do mesmo ano.

## Discografia
| Ano  | Título   | Gravadora    |
| ---- | -------- | ------------ |
| 2023 | One Look | 131 Label    |
| 2025 | Tenderly | Independente |

| Ano  | Título      | Gravadora |
| ---- | ----------- | --------- |
| 2024 | COME CLOSER | 131 Label |

## Filmografia
| Ano  | Título                   |
| ---- | ------------------------ |
| 2023 | One Look                 |
| 2024 | Pretty Plzzz (Feat. B.I) |
| 2024 | Come Closer              |